# Vlad Vicol

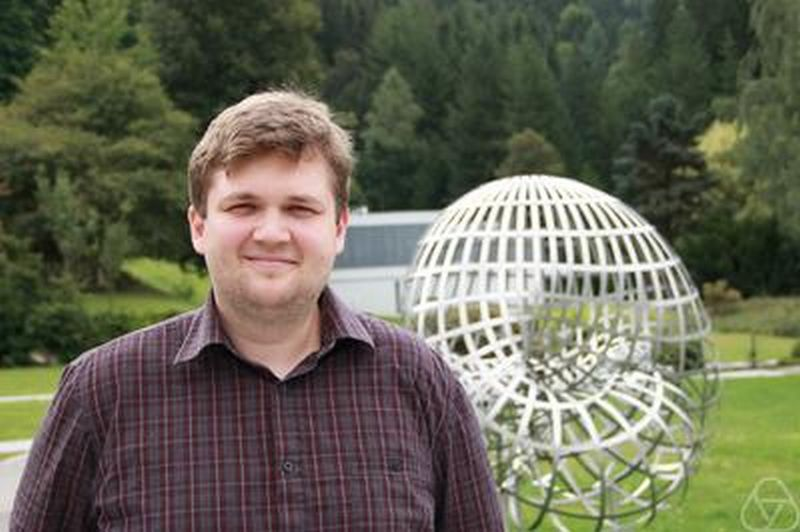
Vlad Vicol, Oberwolfach 2012

Vlad Cristian Vicol ist ein Mathematiker, der sich mit partiellen Differentialgleichungen (PDE) befasst, insbesondere mit Regularitätsproblemen bei PDE der Hydrodynamik.
Vicol studierte mit einem Stipendium ab 2002 an der Jacobs University in Bremen mit dem Bachelor 2005 und wurde 2010 an der University of Southern California in Mathematik bei Igor Kukavica promoviert (Analyticity and Gevrey-class regularity for the Euler equations). Die Dissertation behandelte Ausbreitung der Analyzität und Gevrey-Regularität für die Eulergleichung in beschränkten Gebieten. Als  Post-Doktorand war er 2010 bis 2012  Dickson Instructor an der University of Chicago bei Peter Constantin und befasste sich mit globaler Regularität der kritischen SQG(surface quasi-geostrophic equation)-Gleichung für hohe Datenvolumina. 2012 wurde er Assistant Professor an der Princeton University und 2018 Associate Professor am Courant Institute der New York University.
Vicol bewies 2017 mit Tristan Buckmaster, dass es Anfangsbedingungen gibt, bei denen  schwache Lösungen der Navier-Stokes-Gleichungen in der Hydrodynamik, die zum Beispiel bei Modellierung von Turbulenz und allgemein bei Flüssigkeiten mit Reibung breite Anwendung finden, nicht eindeutig sind. Das wird als Hinweis auf möglicherweise pathologisches Verhalten dieser Gleichungen gewertet bzw. des seit Jean Leray gewählten mathematischen Zugangs zu diesen über schwache Lösungen. (Das Regularitätsverhalten der Lösungen der Navier-Stokes-Gleichungen ist Gegenstand eines der Millennium-Probleme.) Bei ihrem Beweis verwendeten sie Methoden von László Székelyhidi  und Camillo De Lellis, die zuvor damit einen wissenschaftlichen Durchbruch bei einer mit den Navier-Stokes-Gleichungen eng verwandten (Grenzfall verschwindender Viskosität) hydrodynamischen Gleichung erzielten (der Eulergleichung).
Er befasst sich auch mit vielen anderen Gleichungen der Hydrodynamik (Grenzschichtgleichungen, Quasigeostrophische Theorie, nichtlokale aktive Skalargleichungen u. a.). Bei den Navier-Stokes-Gleichungen untersuchte er Langzeitverhalten bei hoher Reynoldszahl.
2015 hielt er einen Plenarvortrag auf dem SIAM Kongress über partielle Differentialgleichungen. 2015 bis 2018 war er Sloan Research Fellow. 2016 erhielt er den Junior Faculty Teaching Award in Princeton, 2017 den Mathematical Congress of the Americas (MCA) Prize in Montreal und 2019 den Clay Research Award mit Tristan Buckmaster und Philip Isett. Buckmaster und Vicol erhielten ihn dafür, dass sie zeigten, dass schwache Lösungen der Navier-Stokes-Gleichung überraschend wild sein können (stark unstetig und stark mehrdeutig). Isett erhielt den Preis für die vollständige Lösung der Onsager-Vermutung – daran waren zuvor auch Buckmaster und Vicol wesentlich beteiligt.
2022 war er eingeladener Sprecher auf dem Internationalen Mathematikerkongress (Formation and development of singularities for the compressibel Euler equations).

## Schriften (Auswahl)
- mit Camillo De Lellis, László Székelyhidi Jr. Tristan Buckmaster: Onsager's conjecture for admissible weak solutions, Communications on Pure and Applied Mathematics, Band 72, 2019, S. 229–274,  Arxiv 2017
- mit Tristan Buckmaster: Nonuniqueness of weak solutions to the Navier-Stokes equation, Annals of Mathematics, Band 189, 2019, S. 101–144,  Arxiv
- mit  Tristan Buckmaster, Maria Colombo: Wild solutions of the Navier-Stokes equations whose singular sets in time have Hausdorff dimension strictly less than 1, Arxiv 2018
- mit Tristan Buckmaster: Convex integration and phenomenologies in turbulence, EMS Surveys in Mathematical Sciences, 2019, Arxiv 2019